# Annales Alamannici

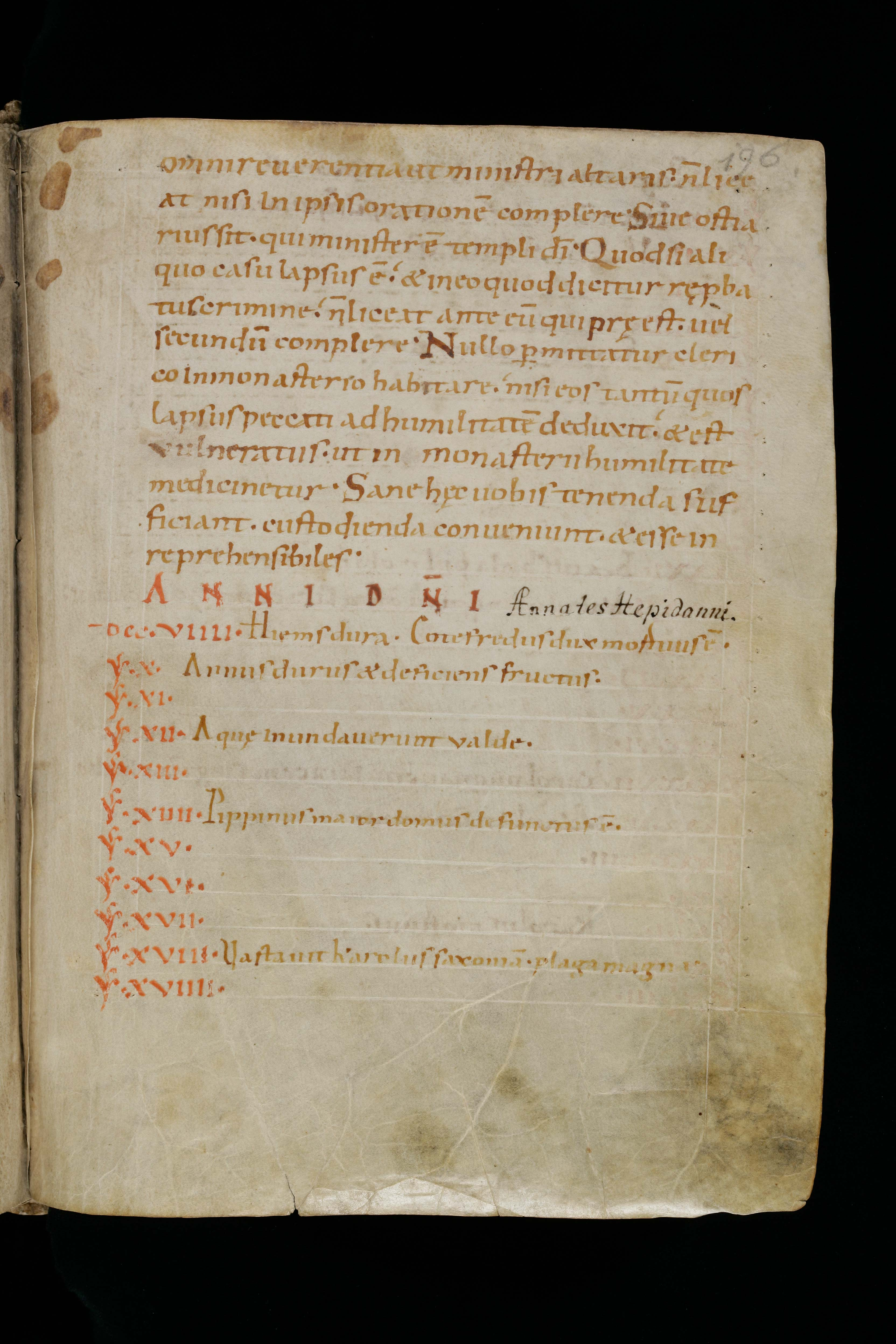
Annales Alamannici in de Annales Sangallenses maiores, beginnend in het jaar 709.

De Annales Alamannici, ook wel Annalen van Sankt Gallen genoemd, is de naam gegeven aan vroegmiddeleeuwse, in Zwabische kloosters geschreven annalen. Deze annalen zijn een van de vroegst geschreven bronnen over middeleeuws Europa.
Ze zijn opvallend door hun korte, vluchtige stijl en beperkte beschrijving. Voor de moderne historicus kunnen ze daarom misschien overkomen als onvolledig, en daarom van minder waarde. Historici als Hayden White hebben echter aangevoerd dat de stijl van de kronieken een wereldvisie weergeeft die kenmerkend is voor de middeleeuwen en waarin "zaken mensen overkomen eerder dan een waarin mensen zaken doen" ("things happen to people rather than one in which people do things."). Daarom verschaffen ze inzicht in de middeleeuwse geest en in welke zaken mensen in de duistere middeleeuwen als belangrijk beschouwden. De kerntekst behandelt de periode van 708 (verkeerdelijk als 709 gegeven) tot 799.  
Verspreid over verschillende Zwabische kloosters, werden de annalen onafhankelijk van elkaar voortgezet op verschillende plaatsen: in de abdij van Reichenau tot en met 939 (voortgezet door Hermannus Contractus), in dat van Sankt Gallen tot 926.  De Sankt Gallen-versie werd gedurende de periode van 927 - 1059 voortgezet als de Annales Sangallenses maiores. 
De Annales Alamannici zijn nauw verwant met de Annales Guelferbytani, Annales Laubacenses, Annales Laureshamenses en Annales Nazariani.

## Edities
- Annales Alamannici, in G.H. Pertz (ed.), Monumenta Germaniae Historica, Scriptores, I, Hannover, 1826, pp. 20-30, 40-44, 47-48, 49-50, 50-51, 52-60.
- Annales Alamannici, W. Lendi (ed.), Untersuchungen zurfruhalemannischen Annalistik. Die Murbacher Annalen, Freiburg, 1971.

## Referentie
- Dit artikel of een eerdere versie ervan is een (gedeeltelijke) vertaling van het artikel Annales Alamannici op de Engelstalige Wikipedia, dat onder de licentie Creative Commons Naamsvermelding/Gelijk delen valt. Zie de bewerkingsgeschiedenis aldaar.